# Трговина људима у Финској
Финска је земља транзита, одредишта и ограниченог извора за жене, мушкарце и дјјевојке који су подвргнути присилном браку, принудном раду и трговини сексом. Финско законодавство осуђује трговину људима као злочин и испунило је стандарде Протокола ЕУ чак и прије него што је конвенција ступила на снагу. Невладине организације и влада сарађују у пружању помоћи жртвама трговине људима у Финској. Иако је финска полиција истражила и упутила више људи на бригу у 2013. години, број кривичног гоњења и осуда осумњичених преступника и даље је низак у односу на број потенцијалних жртава. Влада тренутно ради на побољшању закона и пракси против трговине људима како би побољшала ситуацију.
Финска је ратификовала Протокол УН о трговини људима из 2000. године у септембру 2006. године.
Канцеларија америчког Стејт департмента за праћење и борбу против трговине људима ставила је земљу у „Ниво 1“ 2017. и 2023. године.
У 2023. години, Индекс организованог криминала је Финској дао 3,5 од 10 оцена за трговину људима. Уочио је пораст броја жртава и учесталост банди из Европе и Вијетнама у овом злочину.
У извештају ГРЕТА за 2024. наведено је да је годишњи број идентификованих жртава трговине људима порастао са 229 на 367 за три године, уз мали број кривичних гоњења.

## Трговина људима
Трговина људима је трговина која се може десити на међународном нивоу или унутар једне нације, често са циљем принудног брака, сексуалног ропства, принудног рада, комерцијалне сексуалне експлоатације или вађења органа. Најновији облици трговине људима укључују трговину јајним ћелијама и сурогат мајчинством. Особе које су жртве трговине људима се обично регрутују или одводе претњом или употребом силе или преваром, отмицом, преваром, злоупотребом моћи или рањивим положајем у циљу експлоатације. Неки од највећих разлога за трговину људима су сиромаштво, глобални ниво родне неједнакости и феминизација сиромаштва, као и различите врсте сукоба, катаклизми, вјерски и етнички прогони, насиља и дискриминације (посебно жена).

## Преваленција
Идентификација особе као жртве трговине људима један је од најтежих задатака при мјерењу трговине људима. Према Еуростат-овом 'Трговина људима': „У складу са Директивом 2011/36/ЕУ, израз „идентификована жртва” односи се на особе које су релевантне власти званично идентификовале као жртве трговине људима. С друге стране, израз „претпостављена жртва“ се користи за жртве трговине људима које су испуниле критеријуме Директиве ЕУ, али их релевантни званични органи нису званично идентификовали као жртве трговине људима или које су одбиле да буду формално или правно идентификоване као жртве трговине људима."
Укупно 30.146 идентификованих и претпостављених жртава регистровано је у 28 држава чланица ЕУ у периоду 2010–2012. године, од чега је преко хиљаду дјеце трговане ради сексуалне експлоатације. Од укупног броја регистрованих жртава њих 80 одсто биле су жене, а 65 одсто регистрованих жртава били су држављани ЕУ. Од регистрованих жртава за које је потврђено да су држављани ЕУ, првих 5 земаља држављанства су Бугарска, Румунија, Холандија, Мађарска и Пољска. Током три године, првих 5 земаља које нису чланице ЕУ које имају држављанство регистрованих жртава биле су Нигерија, Бразил, Кина, Вијетнам и Русија. Дошло је до повећања броја ¨непознатих¨ држављанстава од 2010. до 2011. године. Поред тога, 71 одсто жртава радне експлоатације били су мушкарци у земљама чланицама ЕУ током ове три године.
Финска је и транзитна и одредишна земља за трговину људима, али је трговина људима мање распрострањена у Финској него у већини других земаља ЕУ. Финска се у извјесној мјери такође сматра земљом поријекла за трговину људима. У Финској нису откривени инциденти трговине органима, а трговина људима се углавном јавља у облицима проституције и прибављања (сводитељства), као и радне експлоатације. Радна експлоатација је посебно распрострањена у брању јагодичастог воћа, ресторанима, чишћењу, металској, транспортној, грађевинској и баштенској индустрији, као и у личним домаћинствима. Према статистичким подацима Еуростата, у периоду 2010–2012. године у Финској је регистрована укупно 231 жртва трговине људима. Финска полиција процјењује да око 200-250 жена недјељно прелази финску границу са истока да би радиле као проститутке у Финској. Годишње око 10.000–15.000 проститутки проведе одређено вријеме радећи у Финској. Ове жене су углавном из Русије, Естоније и донекле из Литваније и Летоније. Не може се искључити могућност да ове жене буду присиљене да раде као проститутке. Поређења ради, одговарајући број регистрованих жртава трговине људима у Шведској био је 311, 179 у Данској, 125 у Норвешкој, 135 у Естонији и 4.474 у Уједињеном Краљевству.
Финска је такође позната као транзитна земља за трговину дјецом. Дјеца која пролазе кроз Финску долазе углавном из источне Азије и крећу се негдје другдје у Европи. У Финској се сматра да су дјеца имиграната који су још у процесу тражења азила изложена ризику од трговине људима: један број дјеце је нестао из центара у којима бораве имигранти током процеса азила, па је трговина дјецом у циљу њиховог искоришћавања сексуално би се такође могло десити у Финској.
Мање од стотину људи годишње затражи помоћ од склоништа за помоћ у Финској.
За прву половину 2019. године, у периоду од шест мјесеци од јануара до јуна, Фински систем помоћи жртвама трговине људима (Мигри) пријавио је 115 случајева трговине људима, од којих су најчешћи били присилни бракови и присилни рад без права радника у пољопривреде или ресторана. Седморо је пријавило да су били сексуално узнемиравани. Жртве су углавном из Авганистана (17), Нигерије (16), Ирака (15), Сомалије (15), Камеруна (7) и Румуније (5).

## Судско процесуирање трговине људима у Финској
Државе чланице ЕУ пријавиле су укупно 8.551 кривично гоњење у периоду од 2010. до 2012. године за трговину људима. Од тих случајева, у 3.786 оптужених је осуђено за трговину људима. Више од 70 процената осумњичених трговаца људима били су мушкарци у државама чланицама ЕУ. Трговци људима су често одрасли мушкарци који послују у земљи из које су, али је више жена и странаца укључено у трговину људима него у већину других кривичних дјела. Иако су већина оних који су процесуирани и/или осуђени за трговину људима мушкарци, трговина људима има прилично висок проценат жена које су укључене у њу. Веома мали број других злочина биљежи ниво учешћа жена у извршењу злочина као што је трговина људима. 
Venla Roth, Senior Adviser in Office of the Ombudsman for Minorities and the National Rapporteur on Trafficking in Human Beings, has stated that the conviction rates are so low because in many cases in which the trafficker controlled the victim, the trafficker can say they were not aware of the fact that the victim was dependent on them. Taking advantage of a person's dependence is one of the details defining trafficking in the Finnish Penal Code.
Од 2006. године казне су се кретале од 1,5 до 5,5 година затвора: није било извјештаја о условним казнама. Влада није кривично гонила ниједну особу због сумње да је у питању сексуални туризам дјеце у 2009. години.
У Финској су 2012. године биле 23 истраге о трговини људима, док је број лица процесуираних за трговину људима у 2012. години био осам. Током 2012. године процесуирано је осам преступника трговине људима.
У 2013. години у Финској је било 12 истрага о трговини људима у вези са сексуалним радом и 15 истрага о трговини људима, а 19 особа је процесуирано због трговине људима. Два преступника трговине људима осуђена су 2013. године на казну затвора у трајању од 30 мјјесеци, што је мањи број осуђујућих пресуда него годину раније. У четири додатна случаја, још пет особа је прогањано због трговине људима, али није проглашено кривим. Они су, међутим, осуђени по нижим оптужбама. Поред тога, два жалбена суда потврдила су претходне осуде за три починиоца трговине људима. У 2013. години ниједан починилац није осуђен за сексуалну трговину. Влада такође подстиче жртве трговине људима да помогну у истрази и кривичном гоњењу починилаца трговине људима. У 2013. години, 12 жртава је помогло органима за спровођење закона у претпретресним истрагама, од којих је 10 учествовало у кривичном гоњењу наводних трговаца људима.
Илегална имиграција је такође криминализована у Финској. То је кривично дјело које се често повезује са трговином људима јер се особе којима се тргује сматрају клијентима кријумчара или трговаца људима. Број особа које су користиле лажне или илегалне путне исправе у граничним контролама био је преко 200 у 2000. години. Само неколико од ових случајева је довело до кривичног гоњења.

## Закон
Финска је ратификовала конвенције из 1926. године које се баве ропством и Конвенцију из 1949. године која се бави трговином људима и сузбијањем експлоатације проституције других људи, са њиховим накнадним измјенама. Национално законодавство о трговини људима и проституцији углавном се заснива на овим конвенцијама и њиховим захтјевима. Цијело 25. поглавље финског кривичног закона бави се кривичним дјелима против слободе личности. Међутим, једини дио финског кривичног закона који се директно бави трговином људима је § 25:3 и § 25:3а (9.7.2004/650). Према ова два одјељка, и трговина људима и тешка трговина људима, као и покушаји једног и другог, су кажњиви злочини у Финској. Закони о трговини људима ступили су на снагу у Кривичном законику 1. августа 2004. године. Раније су случајеви трговине људима били кажњиви подзаконски акти који су се бавили прибављањем и дискриминацијом на раду. Уколико је осуђен за трговину људима, починиоцу је прописана казна затвора од најмање четири мјесеца, а највише шест година. Казна за тешку трговину људима је од 2 до 10 година затвора. Казне сразмерне казнама прописаним за друга тешка кривична дјела, као што је силовање. Иако влада нема специјализовану јединицу за спровођење закона за борбу против трговине људима, интегрисала је формалну свијест о борби против трговине људима у наставне планове и програме обуке полиције и граничне службе за нове регруте и особље на радном мјесту. Влада је такође обезбједила обуку за борбу против трговине људима за своје тужиоце у протекле четири године. Влада је такође дијелила летке хиљадама посјетилаца на великом годишњем сајму путовања упозоравајући да је сексуални туризам дјеце злочин. Фински закони предвиђају екстериторијалну надлежност над преступима везаним за сексуални туризам дјеце које су починили фински држављани у иностранству.

### Дефиниције трговине људима у Кривичном законику
Дефиниција трговине људима је строга у Кривичном законику Финске.  Да би се испунили критеријуми за трговину људима, кључно је да је жртва преварена или да је зависан или несигуран положај жртве искоришћен када се особа подвргне раду као, на примјер, проститутка. Трговина људима је злочин против појединца.
Дијелови у наставку су преведени из финског кривичног закона.

#### Трговина људима 3 § (9.7.2004/650)
Особа која
- користи зависан или несигуран положај жртве или је врши притисак над жртвом
- обмане жртву или искористи превару жртве
- прими надокнаду да држи жртву под својом контролом
- прима надокнаду за угњетавање жртве, врбовање жртве или за предају, транспорт, пријем или смјештај жртве у циљу сексуалног искоришћавања на начин описан у првој клаузули 9 § у 20. поглављу Финског кривичног закона. Алтернативно, особа која има за циљ да искористи сексуалну корист од жртве на начин који је упоредив са првом клаузулом 9 § у 20. поглављу финског кривичног закона или ако прими надокнаду за угњетавање или регрутовање жртве или за изручење, транспорт, пријем или смјештај жртве у циљу радне експлоатације или подвргавање жртве околностима које нарушавају људско достојанство или вађење органа или ткива.
  - Поглавље 20, 9 § (24.7.1998/563), прва клаузула: лице које је организовало просторију или други простор за сексуални однос или чин сличан томе, или ако се простор користи за сексуални однос или упоредиво дјело и које очигледно крши сексуалну скромност и које је починило дијете млађе од 18 година треба да буде опружено за трговину људима и осуђено на најмање четири мјесеца, а највише на шест година затвора.

(19.12.2014/1177)
Лице које угњетава лице млађе од 18 година или регрутује, предаје, транспортује, прима или удомљава малољетну особу са циљем наведеним у првој тачки треба да буде осуђено чак и ако није употребљено ниједно од средстава наведених у првој тачки.
Покушај је такође кажњив.
Тешка трговина људима 3 а § (9.7.2004/650)
Трговина људима се сматра тешком ако
- користи насиље, претњу или издају као додатак или умјесто средстава наведених у 3 §
- намјерно или из крајње непажње жртви нанесе тешку тјелесну повреду, тешку болест или друго стање опасно по живот или значајну патњу упоредиву са истим
- кривично дјело је учињено према дјетету млађем од 18 година или према лицу чија је способност да се брани битно умањена, или
- ако је дјело извршено у оквиру дјеловања организоване криминалне групе како је наведено у четвртој тачки 1а§ у 17. глави кривичног закона
  - Поглавље 17, 1а § (21.2.2003/142), четврта клаузула: лице које прибавља, покушава да стекне или преда пословни простор или било који други простор, превозно средство или критичну опрему која би организована криминална група могла да захтјева

а ако је кривично дјело у цјелини тешко, учинилац треба да буде осуђен за тешку трговину људима и осуђен на казну затвора од 2 до 10 година.
Лице које жртву пороби, превози робове или их продаје, а ако је дјело тешко када се процјени у цјелини.
Покушај је такође кажњив.

## Заштита

### Влада
Финска влада је наставила да пружа директно склониште, помоћ у рехабилитацији специфичне за трговину људима и медицинску његу одраслим и дјецу жртвама, поред обезбјеђивања средстава за склоништа које воде невладине организације. Званичници полиције и граничне страже користили су серију писаних смјерница о упућивању жртава и третману које је развила финска имиграциона служба како би проактивно идентификовали жртве трговине људима; међутим, један званичник је изразио забринутост да је праг за упућивање на службе превисок. Током извјештајног периода, званичници су 13 жртава упутили пружаоцима услуга, што је изазвало забринутост због малог броја идентификованих потенцијалних жртава и ефикасности процедура идентификације жртава. Влада је подстицала жртве да помогну у истрази и кривичном гоњењу починилаца трговине људима.
Према Закону о накнади штете од кривичног дјела, жртве злочина могу да добију одштету од владе за личну повреду, штету на имовини или други финансијски губитак проузрокован кривичним дјелом. Финске власти су идентификованим жртвама трговине људима обезбједиле шестомјесечни период за размишљање, вријеме за које жртве добију хитну његу и помоћ док разматрају да ли да помогну органима за спровођење закона. Међутим, није било назнака да је период рефлексије био у великој мјери коришћен. Жртве трговине људима које су жељеле да остану дуже од шест мјесеци имале су право да поднесу захтјев за продужену боравишну дозволу или азил као алтернативу депортацији. Влада је одобрила сталне боравишне дозволе за седам жртава током периода извјештавања. Влада је уложила одређене напоре да осигура да жртве не буду кажњене за незаконита дјела почињена као директна посљедица трговине људима. Влада је обезбједила обуку о подизању свеијсти о борби против трговине људима за инспекторе рада, дипломатско особље, раднике у јавном здравству, особље за одлучивање о имиграцији и стјуардесе компаније Finnair.

### Центар за подршку
Центар за подршку је основан 1990. године. То је центар за подршку проституткама, подређен приватној институцији Диаконе у Хелсинкију. Основна сврха овог центра је пружање здравствене заштите и социјалних услуга. Овај центар је 2002. године био једина организација у Финској која је нудила услуге подршке проституткама, било финским или страним. Већина активности центра била је концентрисана у областима у непосредној близини главног града.
Центар не прикупља и не архивира систематске податке о клијентима који долазе и траже помоћ, а његови запослени раде под обавезом тајности. Међутим, запослени у центру за подршку имају најдуговјечније и најтемељније знање о ситуацији у области проституције и њеном развоју у региону Хелсинкија, а ово искуство је доступно и за екстерне истраживачке сврхе.
Центар за подршку веома цијени улогу трећег сектора када је ријеч о борби против трговине људима. Центар је спровео пројекат заједно са Финским удружењем слот машина (RAY) у периоду2007–2009. године. Циљ пројекта је био да се произведу нове информације о трговини људима и другим сличним појавама у Финској, као и да се процјени постојећа мрежа подршке жртвама трговине људима и њиховим породицама. Истовремено, многи професионалци који блиско сарађују са трговином људима и сродним феноменима, обучени су за боље препознавање и подршку жртвама трговине људима.

## Превенција
Многе различите врсте организација раде заједно у напорима да спријече трговину људима у Финској. Неке од ових организација су подређене влади и њеним министарствима, неке војсци, а неке су организације трећег сектора.
Најважнија тијела која раде на борби против трговине људима у Финској укључују Канцеларију за имиграцију, полицију, Национални истражни биро, Финску граничну стражу, Министарство за запошљавање и привреду, заједно са више невладиних организација као што су Удружење Сва наша дјеца, Amnesty International Finland Association, Савјетодавни центар за избјеглице и Центар за подршку.

### Влада
Национални акциони план против трговине људима достављен је Влади 24. марта 2005. године, а одговор Владе добијен је 27. септембра исте године. План обухвата више аспеката феномена, укључујући пружање помоћи жртвама, као и унапријеђење процеса осуђивања осумњичених за трговину људима. План такође наглашава подизање нивоа доступних информација о трговини људима, као и свијести о трговини људима у Финској. Важна је и боља способност професионалаца да препознају жртве трговине људима. Акциони план експлицитно наводи да је концентрација плана усмјерена на људска права и приступе усмјерене на жртве, као и да је међусобна сарадња свих органа који се баве трговином људима кључна.
Министарство одбране обезбједило је финским војницима који ће отићи у међународне мировне мисије интензивну обуку у борби против трговине људима у циљу пружања могућности снагама да идентификују потенцијалне жртве трговине људима; 2009. није било случајева везаних за трговину људима који су укључивали финске трупе или владино особље распоређено у иностранство.
Напори владе да прати и пажљиво испита своје акције против трговине људима одражавају висок ниво политичке воље да се бави трговином људима. Недавно су бројне финске политичке странке као што су Vasemmistoliitto (Лијева алијанса), Vihreä Liitto (Зелени), Suomen Ruotsalainen Kansanpuolueе и Suomen Kristillisdemokraatit (Демохришћани) позабавиле питањем трговине људима, као и родне равноправности у својим парламентарним манифестима за изборе. Влада сарађује са различитим невладиним и другим организацијама у пружању помоћи жртвама трговине људима у Финској. Поред домаће превенције трговине људима, Финска ради на борби против трговине људима на нивоу ЕУ и на међународном нивоу. На примјер, финска влада је подржала партнерство у борби против трговине људима са Владом Нигерије тако што је обезбједила приближно 1,1 милион долара нигеријској агенцији за борбу против трговине људима: Трговина људима је криминализована у Нигерији прилично недавно, 2003. године. Национални оператер Национална агенција за забрану трговине људима (енгл. National Agency for the Prohibition of Trafficking in Persons, скраћено NAPTIP) тада је основана ради спровођења нових закона против трговине људима. Поред кривичних истрага, NAPTIP је такође одговоран за кривично гоњење, заштиту и рехабилитацију жртава, као и за едукацију и информисање жртава и јавности.
Влада је такође организовала и била домаћин више семинара и конференција које су се бавиле трговином људима и њеном превенцијом. Министарство спољних послова организовало је састанак о трговини људима 2004. године заједно са Канцеларијом за демократске институције и људска права (ОДИХР), која је главна институција Организације за европску безбедност и сарадњу (ОЕБС). Сљедеће године Финска је била домаћин НАТО-овог семинара о борби против трговине људима.

### Национални центар за истраживање и развој за добробит и здравље
Министарство за социјална питања и здравље је 1998. године започело пројекат са циљем превенције проституције. Ово је био дио петогодишњег програма "Превенција насиља над женама и проституције". Национални истраживачки и развојни центар за добробит и здравље (енгл. The National Research and Development Centre for Welfare and Health, скраћено STAKES) је главна организација која спроводи пројекат. STAKES је подређен министарству за социјална питања и здравство. Пројекат је заснован на Програму о равноправности полова финске владе из 1997. године, а самим тим и на акционом плану IV Свјетске конференције о равноправности жена у Пекингу. STAKES је такође урадио друга истраживања о проституцији, а овај пројекат је такође коришћен за наставак тог истраживања.
Према истраживању које су спровели Lehti and Aromaa, „Сврха пројекта је да прати проституцију на националном и међународном нивоу, те да прикупља и производи информације о феноменима комерцијалног секса. Такође, пружа стручну подршку властима и другим агенцијама и шири информације о проституцији и њеној превенцији. Циљ је да се произведу и подрже општа истраживања о проституцији, као и да се произведу акциони приједлози за превенцију проституције и смањење недостатака и неприхватљивих околности у вези са тим и покушаји даље сарадње власти и грађанских организација у вези са овом појавом.“